# Caribachlamys sentis
Caribachlamys sentis är en musselart som först beskrevs av Reeve 1853.  Caribachlamys sentis ingår i släktet Caribachlamys och familjen kammusslor. Inga underarter finns listade i Catalogue of Life.